# Catherine Deshayes
Catherine Deshayes, coneguda com La Voisin (c. 1640 - 22 de febrer de 1680), va ser una endevinadora francesa que feia enverinaments per encàrrec i era proveïdora professional de diversos elements per fer suposada bruixeria. Era la màxima responsable d'una xarxa d'endevinadores de París que facilitaven verí, afrodisíacs, avortaments, presumptes encanteris i la celebració de misses negres, amb clients entre l'aristocràcia; i esdevingué la figura central del famós Affaire des poisons ('afer dels verins'). La seva organització de màgia negra per encàrrec i assassinats per enverinament hauria causat la mort d'entre 1.000 i 2.500 persones.